# Dalbergia hortensis
Dalbergia hortensis là một loài thực vật có hoa trong họ Đậu. Loài này được Heringer & al. miêu tả khoa học đầu tiên.